# Kid Ink
Brian Todd Collins (Los Ángeles, California, 1 de abril de 1986), más conocido por su nombre artístico Kid Ink, es un rapero, cantante, compositor y productor estadounidense y productor de discográfico de Los Ángeles, California. Él está firmado para RCA Records. Lanzó el álbum independiente Up & Away , un EP titulado Almost Home , y su segundo álbum de estudio My Own Lane . Este último generó los sencillos " Show Me ", " Iz U Down " y " Main Chick ". El 3 de febrero de 2015, lanzó su tercer álbum de estudio Full Speed, que generó los sencillos " Lenguaje corporal ", " Hotel " y " Sé real ". El 25 de diciembre de 2015, lanzó un mixtape comercial sorpresivo Summer in the Winter con el sencillo de apoyo " Promise ". Kid Ink también lanzó "RSS2" (un mixtape) en 2016, y EP 7 Series con el sencillo principal " F with U " en 2017.

## Discografía

### Álbumes
Álbumes de estudio
- "Crash Landing" (2010)
- "Daydreamer" (2011)
- "Wheels up" (2011)
- "Rocketship Shawty" (2012)
- "Up & Away" (2013)
- "Almost home" (2013)
- "My Own Lane" (2014)
- "Full speed" (2015)
- "Summer in the Winter" (2016)
- "RSS2" (2017)
- "7 Series" (2017)

#### EP
- Almost Home (2012)

#### Mixtapes
- World Tour (2010) *con el nombre de Rockstar*
- Crash Landing (2010)
- Roll Up (2010)
- Daydreamer (2011)
- Wheels Up (2011)
- Rocketship Shawty (2012)
- Rocketship Shawty 2 (2016)

### Sencillos
| Año  | Título                           | Mejores posiciones en listas | Mejores posiciones en listas | Mejores posiciones en listas | Mejores posiciones en listas | Mejores posiciones en listas | Certificaciones                         | Álbum              |
| Año  | Título                           | Hot 100                      | EUA R&B                      | EUA Rap                      | AUS                          | UK                           | Certificaciones                         | Álbum              |
| ---- | -------------------------------- | ---------------------------- | ---------------------------- | ---------------------------- | ---------------------------- | ---------------------------- | --------------------------------------- | ------------------ |
| 2011 | «Hero»                           | —                            | —                            | —                            | —                            | —                            |                                         | Sencillo sin álbum |
| 2012 | «Tuna Roll»                      | —                            | —                            | —                            | —                            | —                            |                                         | Wheels Up          |
| 2012 | «I Just Want It All»             | —                            | —                            | —                            | —                            | —                            |                                         | Daydreamer         |
| 2012 | «Time of Your Life»              | 106                          | —                            | —                            | —                            | —                            |                                         | Up & Away          |
| 2012 | «Lost in the Sauce»              | —                            | —                            | —                            | —                            | —                            |                                         | Up & Away          |
| 2012 | «What I Do»                      | —                            | —                            | —                            | —                            | —                            |                                         | Wheels Up          |
| 2012 | «Keep It Rollin'»                | —                            | —                            | —                            | —                            | —                            |                                         | Crash Landing      |
| 2013 | «Bad Ass" (con Meek Mill y Wale) | 90                           | 27                           | 21                           | —                            | —                            |                                         | Almost Home        |
| 2013 | «Money and the Power»            | —                            | 52                           | —                            | —                            | 81                           |                                         | Almost Home        |
| 2013 | «Show Me» (con Chris Brown)      | 13                           | 4                            | 2                            | 46                           | 23                           | - EUA: Platino - AUS: Oro - R.U.: Plata | My Own Lane        |
| 2013 | «Iz U Down» (con Tyga)           | —                            | 57                           | —                            | —                            | —                            |                                         | My Own Lane        |
| 2014 | «Main Chick» (con Chris Brown)   | 65                           | 16                           | 9                            | —                            | 69                           |                                         | My Own Lane        |

### Colaboraciones
| Año  | Título                                                                           | Álbum                |
| ---- | -------------------------------------------------------------------------------- | -------------------- |
| 2012 | «Up Every Night» (Remix) (Statik Selektah y Termanology con Cory Gunz y Kid Ink) | Sencillo sin álbum   |
| 2013 | «STFU» (Pries con Kid Ink)                                                       | Copy, Paste, No Glue |
| 2014 | «The Man» (Remix) (Aloe Blacc con Kid Ink)                                       | Sencillos sin álbum  |
| 2014 | «nEXt» (Remix) (Sevyn Streeter con Kid Ink)                                      | Sencillos sin álbum  |
| 2014 | «Me and My Team» (Maejor Ali con Trey Songz y Kid Ink)                           | Sencillos sin álbum  |
| 2014 | «Delirious (Boneless)» (Steve Aoki, Chris Lake & Tujamo con Kid Ink)             | Neon Future I        |
| 2015 | «Worth It» (Fifth Harmony con Kid Ink)                                           | Reflection           |